# Казвинское ханство
Казвинское ханство (азерб. Qəzvin xanlığı) — феодальное владение, образованное на территории Иранского Азербайджана после смерти Надир-шаха и падения династии Афшаров, существовавшее во второй половине XVIII века. На западе граничило с Халхальским, на востоке — Ардаланским ханствами, на юге c Хамаданом и Кереджом.

## История
Правитель Казвина Панах-хан Аммарлу собрал большое войско питая надежды стать шахом. Сперва, он собирался захватить Тебриз и сделать его своей столицей. Он пришел с войском и осел в 6 населённых пунктах Тебриза. Азад-хан Афган поручил Фатали-хану Афшару дать ему отпор четырехтысячной армией. Фатали-хан победил Панаха с большим мужеством и отвагой.

### Правители
- Панах хан Аммарлы (1747—1764)
- Рустам хан Аммарлы (1764—1788), был правителем Тонкабона.
- Ибрагим хан Аммарлы